# Lista de aldeias nas Ilhas Marianas Setentrionais

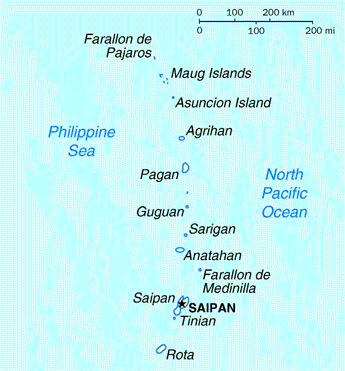
Mapa das Ilhas Marianas Setentrionais.

As Ilhas Marianas Setentrionais estão subdividida em 52 aldeias (municipalidades), das quais 7 encontram-se desabitadas. A capital, Saipan, é também a maior do arquipélago, com 52.263 habitantes (censo de 2017).
As ilhas de Alamagan, Agrihan, Anatahan, Pagan e Sarigan estão com suas povoações abandonadas desde a década de 1980.

## Sem população

### Alamagan
- Vila de Alamagan (evacuada em 1990)

### Agrihan
- Vila de Agrihan (evacuada em 1990)

### Anatahan
- Vila de Anatahan (evacuada em 1990)

### Ilha Pagan
- Bandara Village (abandonada)
- Marasu (evacuada em 1981)
- Shomushon (evacuada em 1981)

### Sarigan
- Vila de Sarigan (abandonada)

## Habitadas

### Rota
- Chugai
- Sinapalo
- Shinapaaru
- Songsong

### Saipan
| - Achugao - As Lito - As Matuis - As Perdido - As Teo | - As Terlaje - Capital Hill - Chalan Galaidi - Chalan Kanoa - Chalan Kiya | - Chalan Piao - Chinatown - Dandan - Fina Sisu - Garapan | - Gualo Rai - Kagman - Kalabera - Kannat Tabla - Koblerville | - Laulau - Marpi - Matansa - Navy Hill - Papago | - Puerto Rico - Sadog Tasi - San Antonio - San Jose - San Roque | - San Vicente - Susupe - Tapochao - Talafofo - Tanapag |

### Tinian
- Carolinas Heights
- Marpo Heights
- Marpo Valley
- San Jose
- Vila de Tinian
- Unai Dankulo